# Saint-Léry

Saint-Léry este o comună în departamentul Morbihan, Franța. În 1 ianuarie 2022 avea o populație de 205 de locuitori.